# Карданова формула
У алгебри, Карданова формула служи за одређивање решења опште кубне једначине облика:
{\displaystyle ax^{3}+bx^{2}+cx+d=0,\,\!}
где су a, b, c и d реални бројеви, и a ≠ 0 (пошто се када је a = 0, једначина своди на квадратну). Ако се једначина подели са a, и новодобијени коефицијенти означе на следећи начин:
{\displaystyle x^{3}+a_{1}x^{2}+a_{2}x+a_{3}=0,\,\!}
онда се увођењем смене
{\displaystyle x=y-{\frac {1}{3}}a_{1},\,\!}
полазна једначина своди на непотпуну кубну једначину облика
{\displaystyle y^{3}=py+q,\,\!}
чија су решења дата Кардановом формулом:
{\displaystyle y={\sqrt[{3}]{{\frac {q}{2}}+{\sqrt {{\frac {q^{2}}{4}}-{\frac {p^{3}}{27}}}}}}-{\sqrt[{3}]{-{\frac {q}{2}}+{\sqrt {{\frac {q^{2}}{4}}-{\frac {p^{3}}{27}}}}}}.\,\!}